# Бенкет з музикою
Бенкет з музикою (англ. Musician and Drinkers) — картина італійського художника 17 століття Валантена де Булонь, французького походження.
«Бенкет з музи́кою» — одна з цілої серії картин Валантена, де він подає сцени в дешевій таверні. Картини відрізняються лише кількістю персонажів та подією, що згуртувала товариство біля імпровізованого столу. Це може бути ворожка, що робить спробу розпізнати майбутнє по долоні вояка, сцена вечері з кишеньковими крадіями, адже товариство за столом — нешляхетне, авантюрне, небезпечне. Валантен навіть біблійну сцену " Зречення апостола Петра від Христа " подає в подібній бідній таверні з гравцями у кості та нудьгуючими солдатами. Як справжній спадкоємець творчої методи Караваджо, Валантен де Булонь не виявляє зацікавленості в пейзажі. А дія більшості його картин відбувається в якомусь умовному просторі на передньому плані з затемненим, ніяк не розробленим тлом. В «Бенкеті з музикою» чотири постаті, а кишеньковим крадієм подана служниця з коралями. Вона і обшукує наївного хлопця з сопілкою.
Серед найцікавіших картин серії — «Концерт», де художник відмовився від зовнішньо поданої спроби зацікавити глядача напівкримінальними діями. Товариство навколо столу згуртувала музика, що ненадовго відірвала персонажів від злиднів і тривожних подій. Багато обдарований художник, Валантен де Булонь постає справжнім нащадком демократичної гілки римського бароко (караваджизм) без потягу до ідеалізації чи Величної манери братів Караччі та француза Симона Вуе. В цьому він наближається до суворого, драматичного реалізму іспанських майстрів 17 століття, шанованих у світі.